# Bjørn Skjærpe
Bjørn Skjærpe (Nærbø, 1895. október 20. – ?) olimpiai ezüstérmes norvég tornász.
Ez első világháború után az 1920. évi nyári olimpiai játékokon, mint tornász versenyzett és szabadon választott gyakorlatokkal, csapat összetettben ezüstérmes lett.
Klubcsapata a Stavanger Turnforening volt.